# تهیدستان
تهیدستان (به انگلیسی: The People of the Abyss) داستان مجموعه مشاهدات جک لندن در بخش فقیر نشین لندن در اوایل قرن بیستم است. این داستان بعدها الهام بخش جورج اورول برای نوشتن کتاب آس و پاس‌ها در پاریس و لندن شد.
«جک لندن» در رمان «تهیدستان» به‌عنوان سخنگوی ستمدیدگان و مستمندان جامعه سرمایه‌داری عصر خویش، به اندیشه رهایی آنها وفادار مانده و زندگی اقشار محروم اجتماع را به تصویر می‌کشد. جامعه ای که او بررسی کرده منطقه‌ای فقیر نشین در شهر «لندن» است.
راوی «جک لندن» به‌عنوان یک «گردشگر-گزارشگر» به منطقه «ایست اند (East End)» به قلب شهر «لندن» می‌رود تا فقر و بدبختی مردم آنجا را به چشم خود ببیند و آن‌ها را گزارش کند. در وهله اول لباس‌های رسمی خود را در اقامتگاهی دورتر با لباس‌های کهنه و فرسوده تعویض می‌کند. سپس به میان مردم می‌رود تا زندگیشان را از نزدیک مشاهده کند.
«جک لندن» در مشاهداتش صحنه‌هایی از فقر و فلاکت را می‌بیند و برایش باورکردنی نیست که در قلب بریتانیای کبیر، با آن همه دبدبه و کبکبه، چنین جهنمی وجود داشته باشد.
جوهر کلام او را در این جمله اش می‌توان یافت که می‌گوید: «ایست اند -گودخانه لندن- کشتارگاه درندشتی است که بریتانیای بی‌رحم هر سال و نسل به نسل، انبوهی از انسان‌هایی را که برای خوب زیستن آفریده شده‌اند، قربانی می‌کند».
سال‌ها بعد جک لندن دربارهٔ این اثرش گفت: «از میان تمام آثارم، تهیدستان را بیش از همه دوست دارم. هیچ‌کدام از کارهایم تا این اندازه از دلم برنیامده است».
«جک لندن» (۱۸۷۶–۱۹۱۶) نویسنده سوسیالیست آمریکایی بود که آثار او مانند «آوای وحش» و «گرگ دریا» با استقبال خوانندگان رو به رو شد. او از نخستین نویسندگان آمریکا بود که از راه نویسندگی به ثروت بسیاری دست یافت. جک لندن در خانواده تنگ‌دستی در سان فرانسیسکو به دنیا آمد و در شهر «اوکلند» بزرگ شد. او با اینکه توانست در دانشگاه پذیرفته شود، تحصیلات رسمی چندانی نداشت و هرچه آموخت، خود آموخت و بسیاری از آثار ادبی را در کتابخانه عمومی اوکلند خواند.